# Helictes longipes
Helictes longipes är en stekelart som först beskrevs av Cameron 1904.  Helictes longipes ingår i släktet Helictes och familjen brokparasitsteklar. Inga underarter finns listade i Catalogue of Life.